# Metaphycus desertus
Metaphycus desertus är en stekelart som beskrevs av Svetlana N. Myartseva 1984. Metaphycus desertus ingår i släktet Metaphycus och familjen sköldlussteklar. Inga underarter finns listade i Catalogue of Life.